# Abia Akram
Abia Akram (nascuda al voltant de 1985) és una activista pels drets dels discapacitats pakistanesa. És la fundadora del Fòrum Nacional de Dones amb Discapacitat al Pakistan i una figura destacada del moviment dels drets de les persones amb discapacitat al país, així com a l'Àsia i el Pacífic. L'any 2021 va ser nomenada com una de les 100 dones de la BBC.
Akram va néixer al Pakistan i va créixer amb els seus pares i germans a Islamabad. Va néixer amb malformacions de raquitisme, i per això, s'ha de moure amb cadira de rodes. Va començar la seva formació en un centre educatiu per a persones amb discapacitat, abans de començar a assistir a una escola general, de la qual es va graduar amb els màxims honors. El temps a l'escola general la va fer adonar-se de la manca de coneixement entre el professorat i de la importància de la seva formació sistemàtica. El 1997 es va involucrar en organitzacions de persones amb discapacitat, i va fundar el Fòrum Nacional de Dones amb Discapacitat, per tal de treballar per un canvi. Es va involucrar al Handicap International i va fundar el que s'anomena Aging and Disability Task Force, que és una coalició de dotze organitzacions que treballen per integrar les preocupacions sobre l'envelliment i la discapacitat entre les agències humanitàries. Durant les inundacions del Pakistan de 2010 va tenir un paper central com a coordinadora del Grup de treball sobre envelliment i discapacitat per assegurar-se que la inclusió de la discapacitat formés part de la resposta d'emergència humanitària de l'ONU al país.
Akram és reconeguda com una figura destacada dins del moviment pels drets de les persones amb discapacitat tant al Pakistan com a Àsia i el Pacífic. És la cap i fundadora del Fòrum Nacional de Dones amb Discapacitat al Pakistan. També és membre fundadora i coordinadora del Programa Especial d'Intercanvi de Talents (STEP) i de l' Àsia Pacífic Dones amb Discapacitats Unides (APWWDU). A més d'això, és la presidenta de l'Associació Global d'UNICEF per a nens amb discapacitat i la Coordinadora de Dones de la Internacional de Persones Discapacitades a la regió Àsia-Pacífic. També va ser la primera dona del Pakistan, així com la primera dona amb discapacitat, a ser nominada com a coordinadora del Fòrum de Joves Discapacitats de la Commonwealth.
El 2011 va rebre un màster d'arts en gènere i desenvolupament internacional per la Universitat de Warwick, Anglaterra. També ha realitzat treballs de recerca al Japó. Va ser la primera dona amb una discapacitat del Pakistan a obtenir una beca Chevening. El 2021 va ser nomenada com una de les 100 dones de la BBC.